# Frank Angong
Frank Angong Ebolo (Douala, 5 de julio de 2002), conocido en los medios deportivos como Frank Angong, es un futbolista camerunés. Juega como mediocentro en el Club de Fútbol Intercity de la Primera Federación

## Trayectoria
Angong es un jugador formado en las categorías inferiores de la UE Cornellà donde formó parte de sus equipos alevín e infantil. En edad cadete se marchó a la República Dominicana y se unió a las filas del Cibao FC. 
Más tarde, en edad juvenil regresó a España y tras estar a prueba en el Real Betis Balompié, firmó por el Juvenil A del Fútbol Club Barcelona que dirigía Franc Artiaga.
En la temporada 2021-22, el Fútbol Club Barcelona cedió al jugador al Sporting Clube da Covilhã portugués y en enero de 2022, fichó por la Cultural y Deportiva Leonesa de Primera División RFEF, para participar en 12 encuentros de la segunda vuelta. 
El 1 de julio de 2022, firma por el Club de Fútbol Intercity de la Primera División RFEF.
El 26 de enero de 2023, firma en calidad de cedido por el Betis Deportivo de la Segunda Federación.

## Clubes
| Club                                    | País     | Año        |
| --------------------------------------- | -------- | ---------- |
| Fútbol Club Barcelona "B"               | España   | 2021-2022  |
| SC Covilhã (préstamo)                   | Portugal | 2021       |
| Cultural y Deportiva Leonesa (préstamo) | España   | 2022       |
| Club de Fútbol Intercity                | España   | 2022-Act.  |
| Betis Deportivo (préstamo)              | España   | 2023-2024. |
| Hercules C.F.                           | España   | 22024-2025 |